# 疏穗莎草
疏穗莎草（学名：Cyperus distans）是莎草科莎草属的植物。分布在锡兰、非洲、越南、锡金、尼泊尔、澳洲热带地区以及美洲沿大西洋区域、印度、菲律宾、缅甸、喜马拉雅山区以及中国大陆的广西、海南、云南、广东等地，多生于缓坡或河滩较干燥的地方，目前尚未由人工引种栽培。

## 别名
落滥草（广东）